# Curtiss Cook
Curtiss Cook (Dayton, 2 ottobre 1968) è un attore statunitense.

## Carriera
Tra il 2019 e il 2024 interpreta il ruolo principale di Otis Perry nella serie televisiva The Chi.

## Filmografia

### Cinema
- The Interpreter, regia di Sydney Pollack (2005)
- City Island, regia di Raymond De Felitta (2009)
- Shutter Island, regia di Martin Scorsese (2010)
- La frode (Arbitrage), regia di Nicholas Jarecki (2012)
- West Side Story, regia di Steven Spielberg (2021)
- Carry-On, regia di Jaume Collet-Serra (2024)

### Televisione
- Law & Order - I due volti della giustizia (Law & Order) - serie TV, 2 episodi (2002, 2009)
- Law & Order: Criminal Intent - serie TV, 3 episodi (2007-2010)
- The Good Wife - serie TV, episodio 1x06 (2009)
- Person of Interest - serie TV, episodio 1x12 (2012)
- House of Cards - Gli intrighi del potere (House of Cards) - serie TV, 18 episodi (2013-2017)
- Blue Bloods - serie TV, episodio 3x23 (2013)
- A Black Man Acting - serie TV, 12 episodi (2014-2015)
- The Leftovers  - serie TV, episodio 1x06 (2014)
- Luke Cage - serie TV, 2 episodi (2016-2018)
- Elementary - serie TV, episodio 5x03 (2016)
- Bull - serie TV, episodio 1x10 (2017)
- Narcos - serie TV, episodio 3x03 (2017)
- Manifest - serie TV, 4 episodi (2018-2023)
- The Bold Type - serie TV, 2 episodi (2018-2020)
- Mayans M.C. - serie TV, 5 episodi (2018)
- The Chi - serie TV, 48 episodi (2019-2024)
- Chicago Med - serie TV, 4 episodi (2021-2022)

## Doppiatori italiani
Nelle versioni in italiano delle opere in cui ha recitato, Curtiss Cook è stato doppiato da:
- Christian Iansante in Shutter Island, Luke Cage
- Alessandro Ballico in House of Cards - Gli intrighi del potere, Blue Bloods
- Michele Di Mauro in Law & Order: Criminal Intent (ep. 7x09, 7x11)
- Domenico Brioschi in Law & Order: Criminal Intent (ep. 9x08)
- Gianluca Machelli in The Good Wife
- Alberto Bognanni in La frode
- Roberto Draghetti in Person of Interest
- Paolo Maria Scalondro in Bull
- Gianluca Tusco in Narcos
- Massimo Bitossi in Manifest
- Fabrizio Dolce in Mayans M.C.
- Alberto Angrisano in The Chi
- Raffaele Carpentieri in West Side Story
- Carlo Scipioni in Carry-On